# Ухо от селёдки

Кадр из польского фильма «Ва-банк» (1981). Густав Крамер (Леонард Петрашак) показывает, что взломщику Хенрику Квинто (Ян Махульский) не на что надеяться

«Ухо от селёдки», «от селёдки ухо» (пол. Ucho od śledzia) — польский фразеологизм, означающий нечто невозможное, несбыточное, абсолютно ничего.
Основанные на выражении фразы получили распространение в культуре, средствах массовой информации, интернете, в том числе не только в польском, но и в других языках и традициях. Входит в различные польские пословицы, поговорки и выражения, например, с глаголами (widzieć, znaleźć, zarobić ucho od śledzia — ухо от селёдки видеть, найти, заработать). К числу распространённых выражений можно отнести: «Не видеть как своих ушей» (widzieć jak ucho u śledzia) — в буквальном переводе «видеть ухо у селёдки», «получить ухо от селёдки» — в значении ничего, ноль. Происхождение выражения связывают с тем, что у рыб отсутствуют внешние ушные раковины, а роль органа слуха выполняет внутреннее ухо. Посредством комплекса косточек (веберов аппарат) оно соединено с плавательным пузырём, выполняющего роль резонатора. Через воду и тело звук доходит до пузыря, который передаёт колебания во внутреннее ухо.
Популяризации выражения способствовала повесть польской писательницы Ганны Ожоговской «Ухо от селёдки» (Ucho od śledzia; 1964). В 1974 году она была издана на русском языке под названием «Чудо-юдо, Агнешка и апельсин». В 1971 году она появилась на украинском, на котором вышла под буквальным названием «Вухо від оселедця» («Ухо от селёдки»). Книга повествует о послевоенных годах в Варшаве, где дети несмотря на трудности пытаются найти своё место в жизни. Главным героем книги является Михал Ковальский, у которого излюбленным выражением являются слова «ухо от селёдки» (в первом русском переводе «Чудо-юдо Рыба-кит», «Чудо-юдо»). Впервые это выражение звучит при первом появлении мальчика в школе, когда он обращается к одной из девочек:
— Не злись, не злись, — сказал он примирительно. — По-моему, никакая ты не «Чудо-юдо Рыба-кит». Чего нет, того нет. И до Бриджитки тебе далеко. А так ты девка ничего.

— Что-что? Что ты сказал? Какое ещё «чудо-юдо»? — ощетинилась Данка, но, заметив, что Гражина повернулась и ушла, последовала за ней и прошествовала мимо Михала с высоко поднятой головой. Словечко подхватили. Давясь от смеха, хлопая от удовольствия в ладоши, ребята ещё долго повторяли: «Чудо-юдо Рыба-кит».
В 1980 году появился латышский перевод книги Ожоговской Язипа Османиса, на русский язык название этого издания было переведено уже буквально — «Ухо селёдки». Распространению выражения способствовала польская криминальная комедия «Ва-банк» режиссёра Юлиуша Махульского, вышедшая в 1981 году. В ней, в ответ на предупреждение медвежатника Хенрика Квинто о том, что он сможет отомстить и ограбить банк своего бывшего сообщника, а ныне банкира Густава Крамера, последний с издёвкой отвечает, что этому не бывать. При этом тот касается пальцами мочки уха и восклицает: «Ухо от селёдки».
В русском языке к синонимам полонизма можно отнести следующие выражения: дырка от бублика; комбинация из трёх пальцев; кукиш; кукиш с маслом; мёртвого осла уши; ни хрена, ни морковки; ничего и никогда, шиш; от жилетки рукава и т. д. В романе «Дневной Дозор» русских писателей-фантастов Сергея Лукьяненко и Владимира Васильева выражение приводится на польском языке: «Всё это миф, фикция, „ucho od sledzia“, как говорят братья-поляки». В июне 2021 года глава комитета Госдумы по международным делам Леонид Слуцкий отметил, что Российская Федерация не намерена отвечать на требования о компенсации Чехии ущерба, связанного со взрывами складов боеприпасов во Врбетице, так как оценивает их как «абсурдные». По этому поводу он написал в своём телеграм-канале следующее: «Что сказать: ухо от селёдки быстрее дождутся чешские политики, чем каких-либо компенсаций от России».